# System oliwkowo-ślimakowy
System oliwkowo-ślimakowy (ang. olivocochlear system, OCB) – część ośrodkowego układu nerwowego odpowiedzialna za zstępującą regulację ślimaka. Włókna nerwowe OCB tworzą pęczek oliwkowo-ślimakowy (ang. olivocochlear bundle, pęczek Rasmussena), biegnący drogą nerwu przedsionkowo-ślimakowego (VIII nerwu czaszkowego) od kompleksu oliwki górnej w pniu mózgu do komórek narządu Cortiego. 